# 새뮤얼 D. 버거

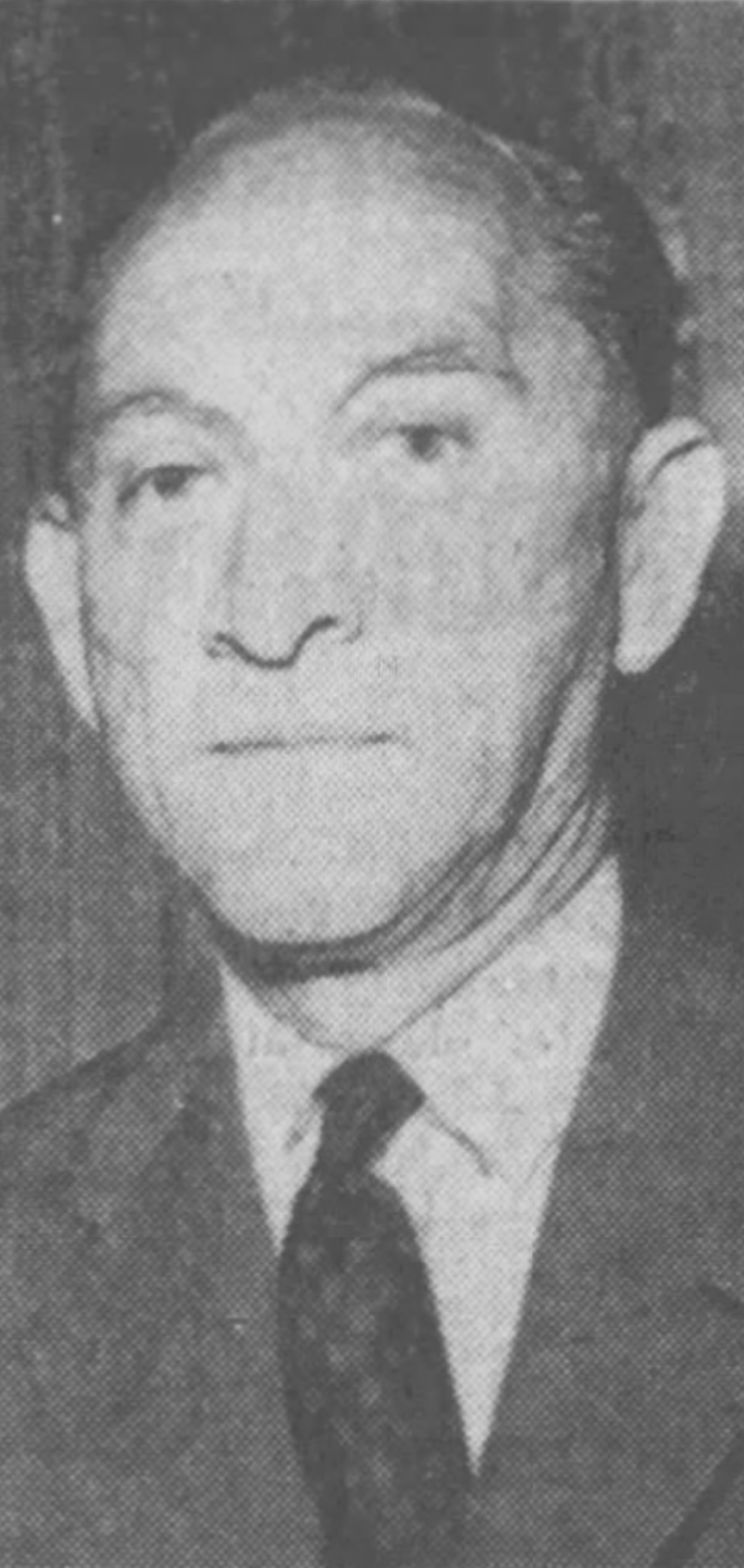

새뮤얼 데이비드 버거(Samuel David Berger, 1911년 12월 6일 ~ 1980년 2월 12일)는 미국의 외교관이다. 제6대 주한 대사로 일했다.

## 생애
미국 뉴욕주 글로버즈빌에서 태어났다. 위스콘신 대학교를 졸업했다. 1961년부터 1964년까지 주한 대사로 일했다. 암으로 숨져 알링턴 국립묘지에 묻혔다.